# Галя Желязкова
Галя Стоянова Желязкова е български политик и икономист от ГЕРБ. Народен представител от ГЕРБ в XLIV, XLVI и XLVIII народно събрание. Била е два мандата общински съветник от ГЕРБ в община Бургас (2017 – 2021).

## Биография
Галя Желязкова е родена на 18 май 1988 г. в град Бургас, Народна република България. Завършва специалност „Бизнес администрация“ в Бургаски свободен университет, а по-късно придобива магистърска степен по международен бизнес и мениджмънт в Стопанска академия „Д.А. Ценов“.
Тя е сред учредителите на партия ГЕРБ през 2006 г. През 2008 г. става член на НИС на МГЕРБ, а през 2014 г. е избрана за Организационен секретар на НИС на МГЕРБ.